# Americobunus ringueleti
Americobunus ringueleti is een hooiwagen uit de familie Triaenonychidae. De wetenschappelijke naam van Americobunus ringueleti gaat terug op Muñoz-Cuevas.